# Badlapur
Badlapur es una ciudad y municipio situada en el distrito de Thane en el estado de Maharashtra (India). Su población es de 174226 habitantes (2011). Se encuentra a 5 km de Ulhasnagar y a 47 km de Bombay, de cuya área metropolitana forma parte.

## Demografía
Según el censo de 2011 la población de Badlapur era de 174226 habitantes, de los cuales 90365 eran hombres y 83861 eran mujeres. Badlapur tiene una tasa media de alfabetización del 91,72%, superior a la media estatal del 82,34%: la alfabetización masculina es del 94,45%, y la alfabetización femenina del 88,80%.